# Хамитов, Назип Виленович
Нази́п Виле́нович Хами́тов — украинский философ и писатель, психоаналитик. Внук генерал-майора Хамитова Назипа Шангереевича.
Окончил философский факультет Киевского университета им. Тараса Шевченко (1985). Доктор философских наук (1998), профессор (2007). 
Член-корреспондент Национальной академии наук Украины (2021). Почетный иностранный член Союза независимых болгарских писателей (2020). Президент Международной Ассоциации философского искусства. Ведущий научный сотрудник отдела философской антропологии Института философии им. Григория Сковороды Национальной академии наук Украины.
Опубликовал ряд книг по проблемам философии человека, культурной антропологии, философии и психологии пола, мировоззренческим и методологическим вопросам психоанализа. Автор нового направления в современной философской антропологии, получившего название метаантропология, где развиваются идеи М. Шелера, П. Тейяра де Шардена, З. Фрейда, Н. Бердяева, В. Шинкарука и исследуются обыденные, предельные и запредельные измерения человеческого бытия, сознания и мировоззрения, а также тенденции эволюционирования человека и человечества. На этой основе разрабатываются новые теоретические и практические модели психоанализа.
В соавторстве с Вице-президентом НАН Украины, академиком НАН Украины С. Пирожковым разрабатывает методологию метаантропологического потенциализма, которая позволяет формировать стратегии развития социальной системы или личности от наличных к запредельным проявлениям, учитывая реальность потенций. На этой методологической основе в ряде совместных публикаций авторов была всесторонне проанализирована цивилизационная субъектность Украины.
Работает также в жанрах философского эссе, романа и афоризмов. Основатель и президент Ассоциации философского искусства. Автор и ведущий еженедельной публицистической программы «Философские диалоги», Радио-Эра FM (с 2002), философских телевизионных программ «Свобода мысли», «Искусство жизни», «Ночные размышления», в которых исследуются актуальные вопросы современной личности и общества, осмысливаются проблемы человечности, одиночества, любви, свободы, достоинства и ответственности. 
Инициатор и руководитель магистерских программ «Философская антропология и психоанализ» и «Философская публицистика, философское искусство и арт-терапия» на кафедре философской антропологии в Национальном педагогическом университете имени М. Драгоманова.

## Основные труды
- Хамитов Н. Философия одиночества. — К.: Наукова думка, 1995.
- Хамитов Н. Освобождение от обыденности: искусство как разрешение противоречий жизни. — К.: Наукова думка, 1995.
- Хамитов Н. Философия и психология пола. — К.: Ника-центр, М.: Институт общегуманитарных исследований, 2000.
- Хамітов Н. Самотність у людському бутті. — К.: Гранослов, 2000.
- Хамитов Н. Философия человека: от метафизики к метаантропологии. — К., Ника-центр, М.: Институт общегуманитарных исследований, 2002.
- Хамитов Н. Тайна мужского и женского: исцеляющие афоризмы. — К.: Лыбидь, 2002.
- Хамитов Н. В. Афоризмы свободы. — М.: АСТ, Харьков: Торсинг, 2008.
- Хамитов Н. В. Одиночество женское и мужское. Опыт вживания в проблему. Издание 2-е, исправленное и дополненное. — М.: АСТ, Харьков: Торсинг, 2004.
- Хамитов Н. Освобождение от одиночества. — М.: АСТ, Харьков: Торсинг, 2005.
- Хамитов Н. Философия: Бытие. Человек. Мир. Курс лекций. — К.: КНТ, 2006.
- Хамитов Н. Этика: путь к красоте отношений. Курс лекций. — К.: КНТ, 2009, в соавторстве с С. Крыловой.
- Хамітов Н. Історія філософії: проблема людини. — К.: КНТ, 2006, в соавторстве с Л. Гармаш и С. Криловой.
- Хамитов Н. Философский словарь. Человек и мир. — К.: КНТ, 2006, в соавторстве с С. Крыловой.
- Хамитов Н. Этика и эстетика: словарь ключевых терминов. — К.: КНТ, 2009, в соавторстве с С. Крыловой и С. Миневой.
- Хамитов Н. В. Тайна хоббита. — Донецк: Сталкер, М.: АСТ, 2002, в соавторстве с С. Крыловой, псевдонимы «Нэз и Лана Светлые».
- Хамитов Н. В. Маска. — К.: София, 2006, псевдоним «Ян Нэз».
- Хамитов Н. В. Властелин старости. — К.: София, 2006, псевдоним «Ян Нэз».
- Хамитов Н. В. Магическая Книга. — К.: Махаон-Украина, 2008, в соавторстве с С. Крыловой, псевдонимы «Нэз и Лана Светлые».
- Хамитов Н. В. Философская антропология. Словарь. — 4-е издание, исправленное и дополненное, К.: КНТ, 2017, в соавторстве с С. Крыловой, Т. Розовой, С. Миневой, Т. Лютым и др.
- Пирожков С.І., Хамітов Н.В. Україна: від штучної та реальної конфронтації до консолідації // Дзеркало тижня, № 28 (324), 22     липня 2017. – С. 4.
- Пирожков С.І., Хамітов Н.В. Консолідація     України та її суб’єктність у світі // Україна дипломатична. Науковий щорічник. – К.: 2017.– С.     572-579.].
- Пирожков С.І., Хамітов Н.В. Ноосферна цивілізація: від потенцій до нової реальності // Вісник НАН України, 2018. № 2. – С. 71 – 82.
- Хамітов Н. В. Самотність у людському бутті. Досвід метаантропології. – 2-е видання, виправлене та доповнене. – К.: КНТ, 2017. – 370 с.
- Хамітов     Н.В. Філософська     антропологія: актуальні проблеми. Від теоретичного до практичного     повороту. –     3-е видання, виправлене і доповнене. – К.: КНТ, 2019. – 394 с.
- Хамітов Н., Жулай В. Екзистенціальне розкриття нашого сучасника у просторі християнського гуманізму: український контекст // Людина. Екзистенція. Культура. Підхід філософської антропології як метаантропології: збірник наукових праць / За редакцією Н. Хамітова і С. Крилової. – К.: КНТ, 2020. – С. 9-34.
- Пирожков С.І., Хамітов Н.В. Цівілізаційна суб'єктність України: від потенцій до нового світогляду і буття людини. – К.: Наукова думка, 2020, 255 с.
- Khamitov N. The mystery of male and female nature. Sofia: Kibea. 2022. 200 р.
- Хамитов Н. Война в Украине и новый гуманизм: Давид против Голиафа. Метаантропология истории XXI века. София: КИБЕА, 2023. 132 с. https://kibea.net/book/3320
- Khamitov N. The War in Ukraine and the new Humanism: David versus Goliath. Meta-anthropology of history of the 21st century, Sofia: KIBEA Publishing, 2023. 123 р. https://kibea.net/book/3321
- Хамитов Н. Войната в Украйна и новият хуманизъм: Давид срещу Голиат. Метаантропология на историята на XXI век. София: КИБЕА, 2023. 132 с. https://kibea.net/book/3319

## Фильмография
- 2010 — «Хватит играть» — Виктор
- 2010 — «МАГИЧЕСКАЯ КНИГА» — Бледный волшебник
- 2011 — «МАСКА» — Психоаналитик Ян Виленович

## О нём
- Хамітов Н. В. // Філософський енциклопедичний словник. — К.: Інститут філософії Національної Академії наук України, Абрис, 2002.
- Костылева Н. Второе рождение Фрейда или феномен Хамитова. — Стена, № 3, 22 апреля, 2008.